# Richard Gruelle

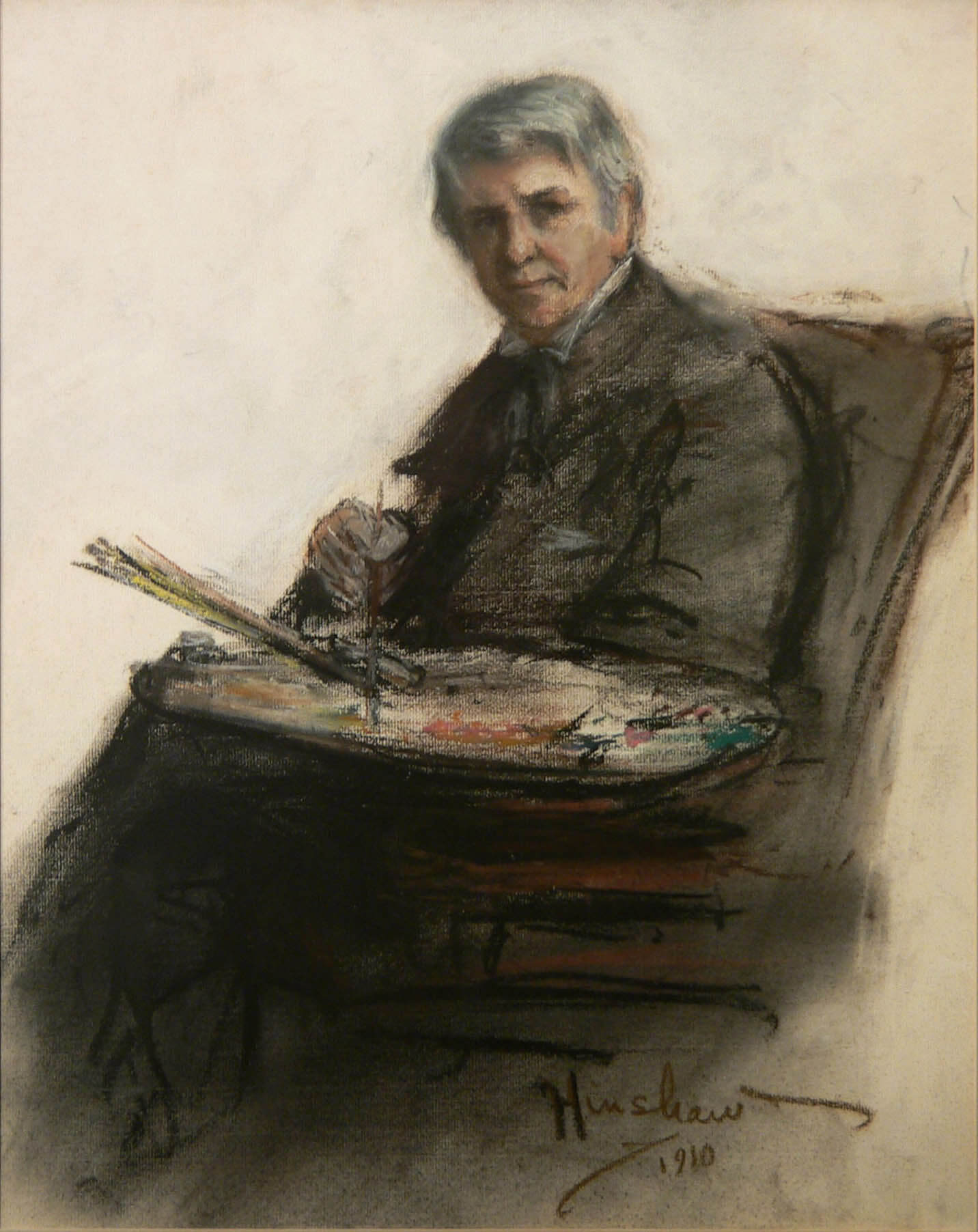
Glenn Cooper Henshaw - Retrato de Richard B. Gruelle, 1910

Richard Buckner Gruelle (22 de febrero de 1851 - 8 de noviembre de 1914) fue un pintor, ilustrador y autor impresionista estadounidense, más conocido como uno de los cinco artistas del Grupo Hoosier. La obra maestra de Gruelle es The Canal—Morning Effect (1894), una pintura del perfil urbano de Indianápolis, Indiana, pero también es conocido por sus acuarelas y paisajes marinos del área de Gloucester, Massachusetts. En 1891, el poeta de Indiana James Whitcomb Riley encargó a Gruelle que ilustrara dos de sus poemas más notables, "When the Frost is on the Punkin'" y "The Old Swimmin' Hole", que se publicaron en Neighborly Poems (1891). Gruelle también es autor de Notes, Critical and Biographical: Collection of WT Walters (1895), que proporciona una descripción detallada de la extensa colección de arte del empresario de Baltimore William Thompson Walters.

## Infancia y formación
Richard Buckner Gruelle nació en Cynthiana, Kentucky, el 22 de febrero de 1851, hijo de John Beauchamps Gruelle, curtidor, y Prudence Moore. Era uno de los más jóvenes de los once hijos de la familia (ocho niños y tres niñas).
En 1857, Gruelle, de seis años, se estableció con su familia en Arcola, condado de Douglas, Illinois. Gruelle quería ser artista desde temprana edad, un talento que su madre alentó, pero su familia no podía permitirse el lujo de enviarlo a la escuela de arte. En 1884, alrededor de los doce o trece años, Gruelle dejó la escuela y se convirtió en aprendiz de un pintor local de casas y letreros. Durante este aprendizaje de tres años, también comenzó a aprender a pintar por sí mismo usando libros de aprendizaje de arte. Además, los artesanos locales le enseñaron a estirar los lienzos y a hacer caballetes y camillas. Más tarde trabajó como topógrafo de ferrocarriles antes de trasladarse a Decatur, Illinois, para establecer un estudio de arte.

## Matrimonio y familia

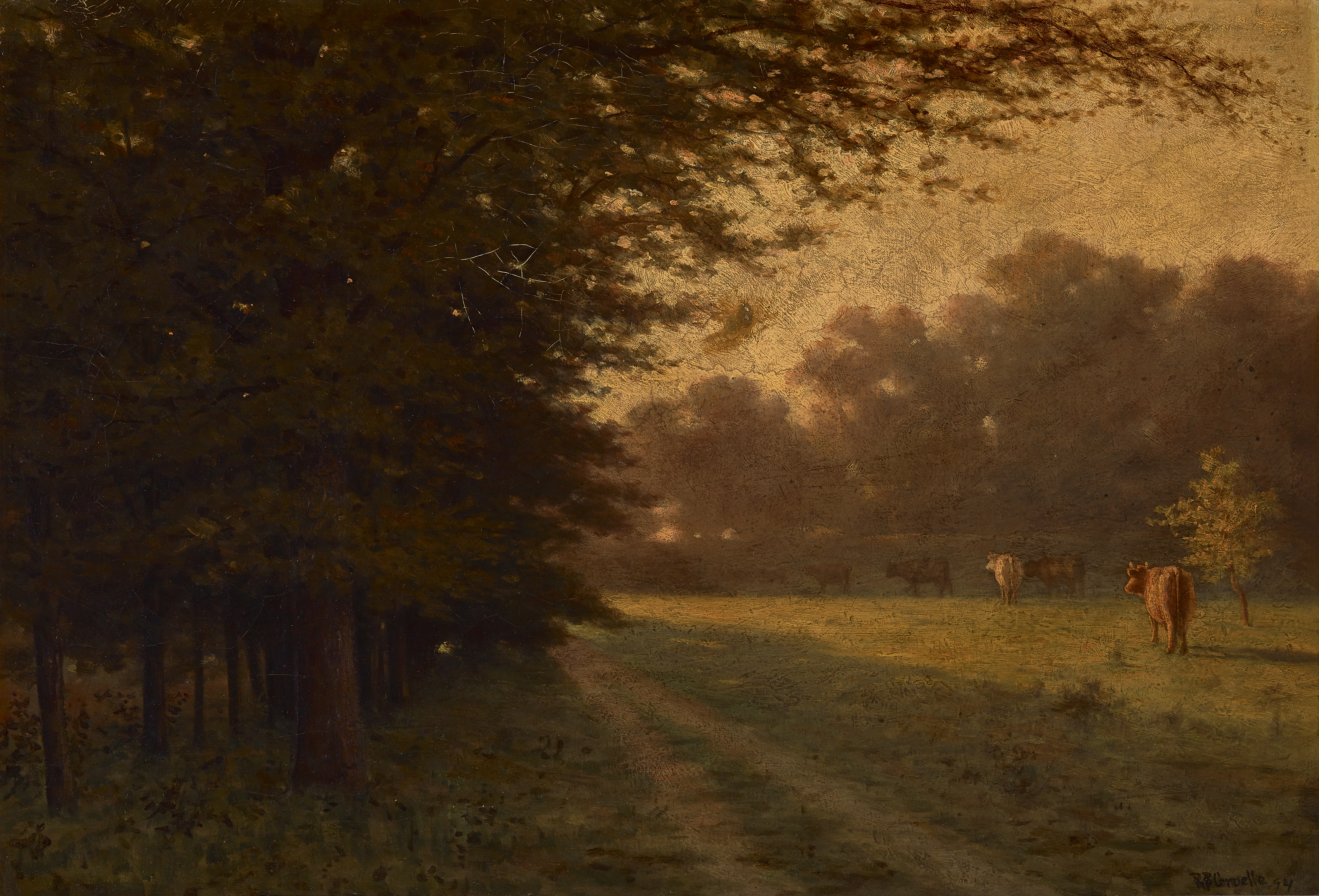
Paisaje de Indiana (1894) de Richard Buckner Gruelle, Fondo Julius F. Pratt, Museo de Arte de Indianápolis

Gruelle se casó con Alice Benton mientras vivía en Decatur, Illinois. Tuvieron tres hijos: John, Prudence y Justin. Cuando los Gruelle se trasladaran a Indianápolis en 1882, la familia se instaló en una casa en la Tacoma Avenue, donde vivieron durante más de veinticinco años. Gruelle y su esposa, Alice, se interesaron por el espiritismo después de un viaje a Gloucester, Massachusetts y, después de su regreso a Indianápolis, la pareja celebró sesiones de espiritismo los domingos en el salón de su casa.
En 1905, en busca de mayores oportunidades para su familia, Gruelle cerró su estudio en Indianápolis, alquiló la casa de Tacoma Avenue y se trasladó con su esposa y sus dos hijos menores a la ciudad de Nueva York. (Su hijo mayor, John ya estaba casado y vivía en Cleveland, Ohio, en ese momento). Los Gruelle alquilaron un apartamento en el cuarto piso de un edificio antiguo en la calle Veintitrés, al oeste de la Sexta Avenida, en Nueva York. Su hija, Prudence, continuó su formación vocal en Nueva York, pero Gruelle, su esposa y su hijo menor, Justin, regresaron a Indianápolis en 1907. Gruelle continuó pintando en Indianápolis hasta que la familia se trasladó a Connecticut en 1910.
Los dos hijos de Gruelle se convirtieron en artistas. John Barton (1880–1938), el mayor, fue un ilustrador y autor más conocido como el creador de la muñeca Raggedy Ann y libros e ilustraciones relacionados. Raggedy Ann Stories (1918) fue el primero de sus veintiocho libros sobre Raggedy Ann y sus amigos.
El hijo menor de Gruelle, Justin Carlisle (1889–1979), estudió arte con William Forsyth en el Instituto de Arte John Herron (precursor de la Escuela de Arte y Diseño Herron) en Indianápolis y en la Liga de Estudiantes de Arte de Nueva York. Se convirtió en paisajista como su padre. Justin Gruelle es más conocido por los catorce murales que pintó para la Works Progress Administration y los murales de pabellones que pintó para la Feria Mundial de Nueva York de 1939.
La hija mediana de Gruelle, llamada Prudence (1884-1966), se formó como música vocal en Nueva York en el Gran Conservatorio de Música y la Escuela Metropolitana de Ópera. Más tarde actuó en teatros de vodevil bajo el nombre artístico de Prudence Gru y se casó con Albert Matzke, ilustrador y acuarelista. Prudence Gruelle Matzke también se convirtió en autora de libros para niños. Además fue columnista de un periódico sindicado de "Historias de buenas noches" para niños, escribiendo bajo el seudónimo de Blanche Silver.

## Carrera

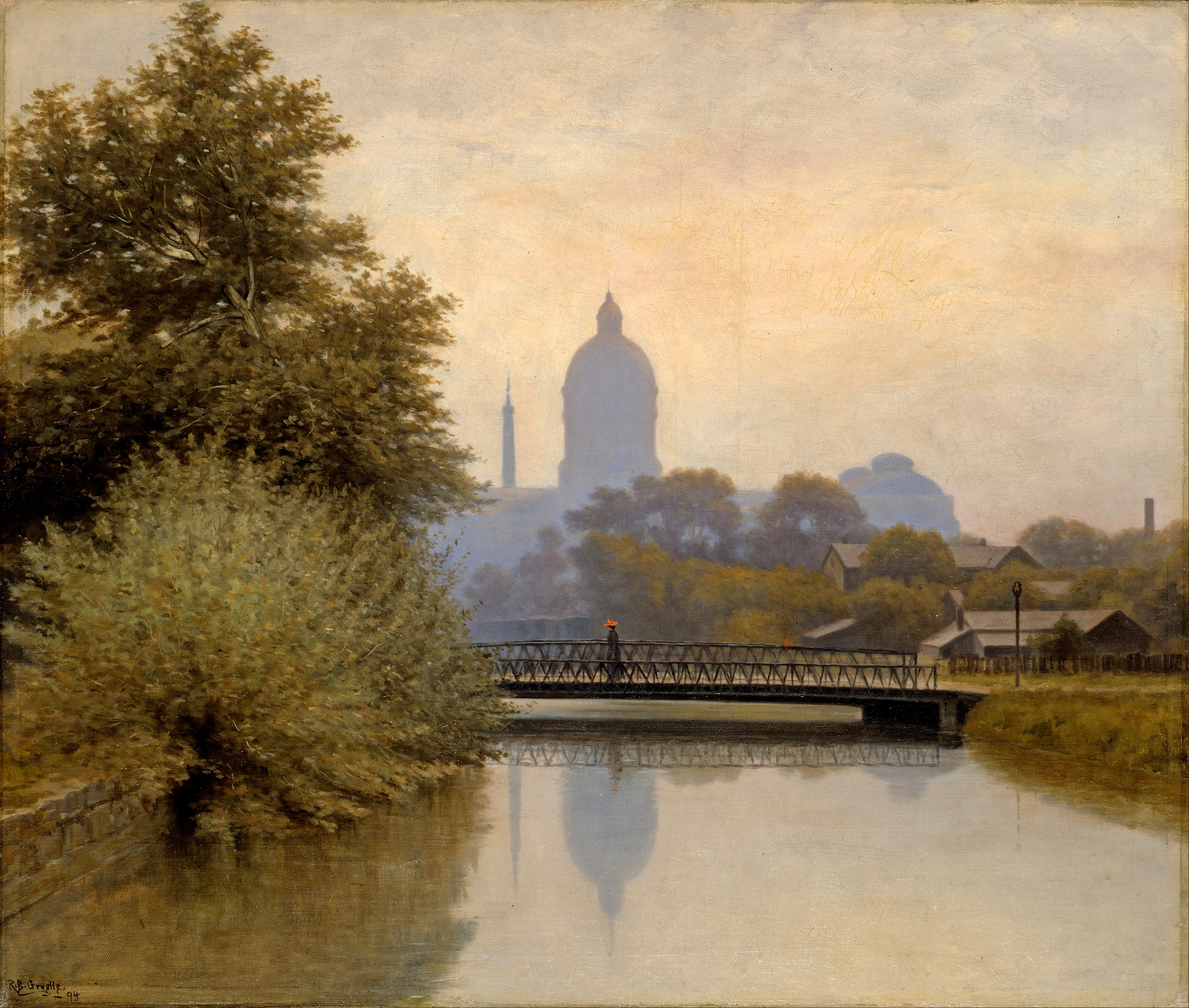
El efecto de la mañana en el canal (1894)

Richard Gruelle comenzó su carrera profesional como artista en Decatur, Illinois, donde estableció su primer estudio, pero también vivió y trabajó brevemente en Ohio y Florida, antes de establecerse en Indiana en 1882. Gruelle se convirtió en artista a tiempo completo y alcanzó la fama como miembro del grupo de pintores Hoosier. Además de pintar paisajes de Indiana, Gruelle realizó extensos viajes a la costa este, donde se concentró en pintar marinas. También vivió y mantuvo un estudio en la ciudad de Nueva York desde 1905 hasta 1907, antes de regresar a su hogar en Indianápolis. Finalmente en 1910, los Gruelle se trasladaron a Norwalk, Connecticut.

### Primeros años
Gruelle abrió su primer estudio en Decatur, Illinois, especializándose en los retratos, pero también pintaba paisajes y enseñaba pintura. Después Gruelle y su esposa Alice se mudaron a Cincinnati, Ohio, donde decoró brevemente cajas fuertes de hierro fundido para una empresa local y tomó clases de arte por la noche. La pareja regresó a Arcola, Illinois, en 1876 para cuidar de su madre viuda y de una tía. En 1881, después de pasar unos cinco años en Arcola, Gruelle, su esposa y su hijo John, dejaron Illinois para vivir en Gainesville, Florida, antes de trasladarse a Indiana un año después.

### Artista a tiempo completo
En 1882, Gruelle, de treinta y un años, se mudó con su familia a Indianápolis y se estableció como artista a tiempo completo. La familia se instaló en una casa modesta en Tacoma Avenue, que siguió siendo la residencia principal del artista durante los siguientes veintiocho años. Gruelle disfrutaba de la música, además del arte, aprendió a tocar el piano y también asistía a conciertos musicales. Aunque Gruelle fue considerado un "aprendiz artístico de todos los oficios", se centró en pintar paisajes al óleo y la acuarela. Desde  Indianápolis, Gruelle viajaba a menudo a la costa este, realizando extensos recorridos para dibujar en Washington D. C.; Baltimore, Maryland y Gloucester, Massachusetts.
El poeta de Indiana James Whitcomb Riley encargó a Gruelle que ilustrara dos de sus poemas, "When the Frost is on the Punkin'" y "The Old Swimmin' Hole", que se publicaron en Neighborly Poems (1891). Ese mismo año, Herbert Hess, un mecenas de arte de Indianápolis, invitó a Gruelle a ir a Washington D. C., para pintar el Capitolio de los Estados Unidos. Gruelle pasó varias temporadas posteriores en la década de 1890 pintando y exponiendo sus obras en el área de Washington D. C.
En diciembre de 1894, cinco artistas del área de Indianápolis (Gruelle, William Forsyth, Otto Stark, J. Ottis Adams y TC Steele ) fueron incluidos en la exposición Five Hoosier Painters que la Central Art Association patrocinó en Chicago. Los críticos de arte locales elogiaron la exposición, que se llevó a cabo en el estudio de Chicago del escultor Lorado Taft, por su "individualidad, vitalidad y enfoque fresco". Los críticos también declararon que las pinturas eran "una expresión verdaderamente estadounidense dentro del estilo moderno". Un crítico de arte señaló que las pinturas de Gruelle en la exposición, que incluían Passing Storm, mostraban sus percepción "aguda y analítica", dominada por "un sentimiento de agrupación simétrica". Como resultado de la publicidad del evento, los cinco artistas fueron apodados Hoosier Group. Aunque eran amigos profesionales y su trabajo se exhibió en muchas de las mismas exposiciones de arte, nunca se organizaron formalmente como grupo. Cada artista mantuvo su independencia y su propio estilo artístico.

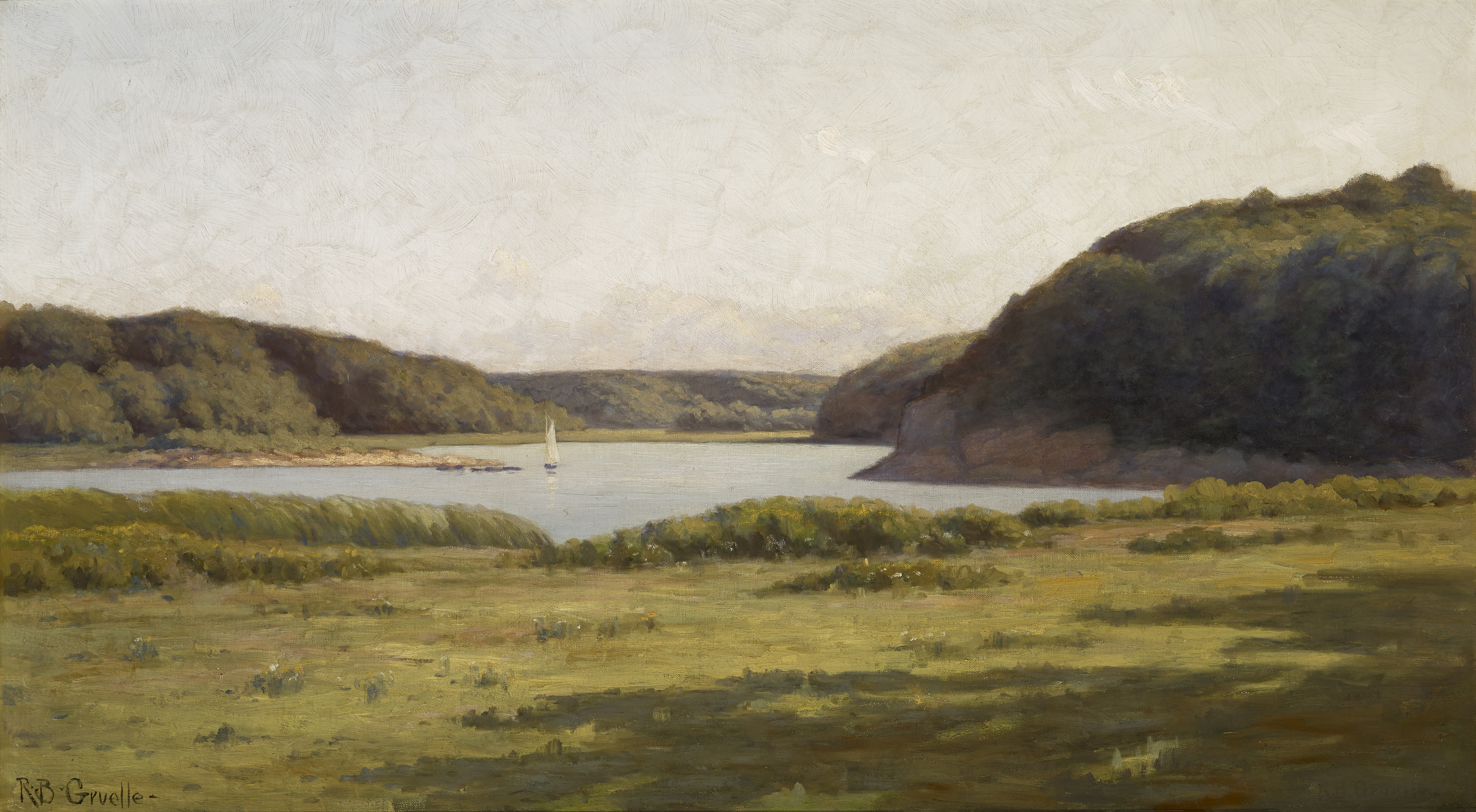
Entrada, puerto de Gloucester (1892) de Richard Buckner Gruelle, Fondo Julius F. Pratt, Museo de Arte de Indianápolis

En 1897, en Boston, Massachusetts, el litógrafo Louis Prang encargó a Gruelle que pintara paisajes marinos en Gloucester. El viaje proporcionó la primera oportunidad del artista de ver el Océano Atlántico. Más tarde, Gruelle realizó viajes anuales para pintar en Cape Ann, Massachusetts, y pasó entre seis semanas y dos meses cada verano dibujando y pintando en la zona. Además de los viajes regulares a la costa este, Gruelle vivió en la ciudad de Nueva York de 1905 a 1907 con su esposa, Alice, y sus dos hijos menores, pero regresó a Indianápolis, donde continuó pintando hasta que la familia se mudó a Connecticut en 1910.

### Publicación del libro:Notes, Critical and Biographical: Collection of WT Walters
En 1892, Gruelle fue invitado a ver la colección de arte privada del industrial de Baltimore William Thompson Walters en su casa de Maryland. Después de la visita, Gruelle escribió un artículo describiendo la colección para el primer número de la revista Modern Art. Después de leer el artículo de Gruelle, que incluía vívidas descripciones de las obras de arte, Walters le pidió que escribiera un libro sobre la colección. Gruelle aceptó el proyecto en 1893 y pasó aproximadamente un año catalogando la colección antes de completar el manuscrito en 1894. Notes, Critical and Biographical: Collection of WT Walters se publicó en 1895. El único libro de Gruelle proporcionó descripciones detalladas de las obras maestras de Jean-François Millet, Théodore Rousseau, Jean-Baptiste-Camille Corot, Eugène Delacroix y Théodore Géricault, entre otras obras de la colección Walters, así como sus propias ideas artísticas. Gruelle también escribió artículos posteriores para la revista Modern Art y el Indianapolis News.

## Últimos años
En 1910, a la edad de cincuenta y nueve años, Gruelle y su esposa, Alice, se trasladaron a una casa centenaria en una propiedad que compraron en Norwalk, Connecticut, a unos 69 km de la ciudad de Nueva York. Gruelle y su esposa compartían la propiedad con sus tres hijos adultos: John y su esposa, Myrtle; Prudence y su esposo, Albert Matzke; y su hijo menor Justin.
Gruelle continuó pintando en Connecticut, centrándose en la naturaleza, especialmente en los paisajes marinos. Aunque la propiedad de Connecticut fue el hogar de Gruelle por el resto de su vida, regresaba con frecuencia a Indianápolis para exponer su trabajo y visitar a sus amigos y familiares.
En julio de 1912, Gruelle sufrió un derrame cerebral que lo paralizó, afectando el lado derecho de su cuerpo y lo dejó sin poder pintar. Esperaba reanudar práctica de la pintura, pero su salud siguió deteriorándose.

## Muerte y legado
Gruelle murió en Indianápolis, Indiana, el 8 de noviembre de 1914, mientras visitaba a sus familiares. Sus restos están enterrados en el cementerio Crown Hill en Indianápolis.
Gruelle es más conocido por sus pinturas de paisajes, así como por su libro Notes: Critical and Biographical: Collection of WT Walters (1895). Las obras de los periodos que pasó en Gloucester, se encuentran entre sus mejores piezas, especialmente sus acuarelas. Entre sus pinturas más notables se encontraban una serie de escenas marinas que incluían El drama de los elementos. La obra maestra de Gruelle, The Canal, Morning Effect (1894), es una pintura del perfil de Indianápolis desde el lado sur del Military Park de la ciudad. La Asociación de Arte de Indianápolis adquirió rápidamente la pintura y permanece en la colección del Museo de Arte de Indianápolis. Gruelle solo exhibió ocasionalmente sus obras en exposiciones nacionales, con dos excepciones notables. Expuso en las exposiciones anuales de la Sociedad de Artistas Occidentales y en 1904 en la Exposición Conmemorativa de la Compra de Luisiana en Saint Louis, Missouri. Gruelle prefería las exposiciones individuales celebradas en Indianápolis, Indiana, y en New Canaan, Connecticut.
Gruelle fue miembro de varias organizaciones artísticas, incluida la Asociación de Arte de Indianápolis (precursora del actual Museo de Arte de Indianápolis), la Sociedad de Artistas de New Canaan, la Sociedad de Artistas Occidentales y el Knockers, un grupo de arte de la costa este, que más tarde se convirtió en Silvermine Guild of Artists and Art School.

## Exposición conmemorativa
Varias de las pinturas de Gruelle se incluyeron en la exposición del Museo del Estado de Indiana, "Los mejores años: pinturas de Indiana del grupo Hoosier, 1880-1915, Theodore C. Steele, John Ottis Adams, William Forsyth, Otto Stark, Richard Gruelle" celebrada del 11 de octubre de 1985 al 16 de marzo de 1986.

## Obras seleccionados
Sus obras están incluidas en colecciones privadas, así como en varios museos de arte. Estos incluyen el Museo de Arte de Indianápolis y el Museo del Estado de Indiana, entre otros.
- El estudio del artista (1892)[25]
- The Canal––Morning Effect (1894), Museo de Arte de Indianápolis[24]
- Paisaje de Indiana (1894), Museo de Arte de Indianápolis[25]
- Vista de Washington DC (1895), Museo del Estado de Indiana[24]
- Lakeview (1896), Museo del Estado de Indiana[24]
- Two Figures on Rocky Coast (1897), Museo de Arte de Indianápolis[24]
- Seascape (ca. 1897), Museo de Arte de Indianápolis[25]